# Clerodendrum scopiferum
Clerodendrum scopiferum là một loài thực vật có hoa trong họ Hoa môi. Loài này được Miq. mô tả khoa học đầu tiên năm 1858.